# 에어버스 디펜스 앤드 스페이스

에어버스 디펜스 앤드 스페이스(Airbus Defence and Space)는 군수산업과 항공우주 제품과 서비스를 책임지는 에어버스의 한 부서이다. 이 부서는 2014년 1월 EADS(European Aeronautic Defence and Space) 구조조정 기간에 설립되었으며 전 에어버스 밀리터리, EADS 아스트리움, 카시디안 부서로 구성된다. 보잉에 이어 세계에서 2번째로 큰 항공 우주기업이며 세계에서 상위 10위권 내의 군수기업 중 하나이다.

## 같이 보기
- 보잉 방산우주보안
- 노스롭그루먼
- 레이시온
- 탈레스 알레니아 스페이스